# Carole Lombard
Carole Lombard (nascida Jane Alice Peters; Fort Wayne, 6 de outubro de 1908 — Las Vegas, 16 de janeiro de 1942) foi uma atriz estadunidense. Conhecida especialmente por seus papéis em comédias Screwball nos anos 1930.

## Carreira
Lombard fez sua estreia no cinema aos doze anos de idade, depois de ter sido vista jogando beisebol na rua pelo diretor Allan Dwan, ele a colocou como uma moleca em A Perfect Crime (1921). Na década de 1920, trabalhou em várias produções de baixo orçamento creditada como Jane Peters, e mais tarde como Carol Lombard. Sua amiga Miriam Cooper ajudou Lombard a conseguir pequenos papéis em filmes de seu marido Raoul Walsh. Em 1925, ela foi contratada Fox Film Corporation. Ela também trabalhou para o Exchange Pathé e apareceu como uma das Mack Sennett's Bathing Beauties em 1928. Fez uma transição tranquila para filmes sonoros, começando com High Voltage (1929) (1929). Em 1930, ela ganhou um contrato com a Paramount Pictures, depois de ter sido dispensada pela Fox e Exchange Pathé.
Lombard conseguiu alguns pequenos sucessos no início dos anos 1930. Mas foi só em 1934 que sua carreira começou a decolar. Naquele ano, o diretor Howard Hawks encontrou Lombard em uma festa e ficou encantado com ela, pensando que ela seria perfeita para seu mais novo projeto. Ele a contratou para a Twentieth Century, junto com a lenda do teatro John Barrymore. Lombard primeiro ficou intimidada por Barrymore, mas rapidamente os dois desenvolveram um bom relacionamento de trabalho.
Também em 1934, ela estrelou Bolero (1934) com George Raft e foi por causa desse projeto que ela rejeitou o papel de Ellie Andrews em Aconteceu Naquela Noite. Em 1935, ela estrelou Hands Across the Table de Mitchell Leisen, que ajudou a estabelecer sua reputação como uma atriz de comédia. 1936 foi um grande ano para Lombard com o sucesso da comédia Screwball My Man Godfrey ao lado de seu ex-marido William Powell, que se recusou a fazer o filme, a menos que Lombard estrelasse junto a ele. Seu desempenho rendeu a Lombard uma indicação ao Oscar de Melhor Atriz. Seu filme seguinte foi Nothing Sacred em 1937, este é o único filme de Lombard em Technicolor e um sucesso comercial e de crítica, o filme também a consagrou como uma das atrizes mais bem pagas do ramo.
Após o fracasso de Fools for Scandal, Lombard fez alguns filmes dramáticos. O público não respondeu bem a essa mudança, então ela acabou retornando à comédias, em parceria com o diretor Alfred Hitchcock em Mr. & Mrs. Smith (1941). O filme impulsionou a carreira de Lombard um e ela seguiu com sucesso com o que seria seu último filme, e um dos mais bem-sucedidos de sua carreira, To Be or Not to Be (1942).

## Vida pessoal
No início dos anos 30 Carole se casou com o sofisticado William Powell. Foi com ele que ela fez sua melhor cena, a memorável chuveirada de Irene - A Teimosa (My Man Godfrey) este que lhe rendeu sua única indicação ao Oscar de Melhor Atriz em 1936, mas acabou perdendo para Luise Rainer por seu papel em Ziegfeld - O criador de estrelas, que coincidentemente também tinha William Powell como ator principal. Eles se divorciaram em 1933, mas continuaram bons amigos e trabalhando juntos.
Apaixonou-se então pelo cantor Russ Colombo, de quem ficou noiva, mas o relacionamento terminou tragicamente com a morte do cantor em 1934 (alvejado na cabeça por uma bala que disparou enquanto examinava uma arma).
Em 1936 envolveu-se com Clark Gable, que era casado na época, o romance foi mantido em sigilo até 1939 quando o ator se divorciou. No mesmo mês em que se divorciou, Gable e Lombard se casaram.

## Morte
Sua trágica e curta vida terminou no dia 16 de janeiro de 1942 em Table Rock Mountain, Nevada nos Estados Unidos, quando ela fazia uma viagem aérea que objetivava a venda de bônus para auxílio às tropas norte americanas na Segunda Guerra Mundial. Essa viagem seria feita de trem mas, juntamente com sua mãe, optou pelo avião que ao levantar voo e partir de Las Vegas, chocou-se com um pico montanhoso, levando à morte todos os ocupantes da aeronave.
Encontra-se sepultada no Forest Lawn Memorial Park (Glendale), Glendale, Los Angeles, nos Estados Unidos. Foi um grande abalo para Clark Gable que somente retirou-se, inconsolável, do local do acidente após perdidas as esperanças de resgatar alguém com vida. Ele está sepultado, junto com Carole, apesar de ter se casado novamente após a morte dela.

## Filmografia

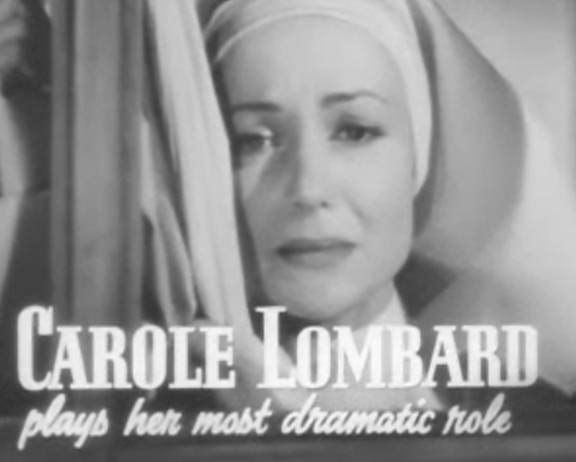
Carole Lombard em Vigil in the Night (1940)

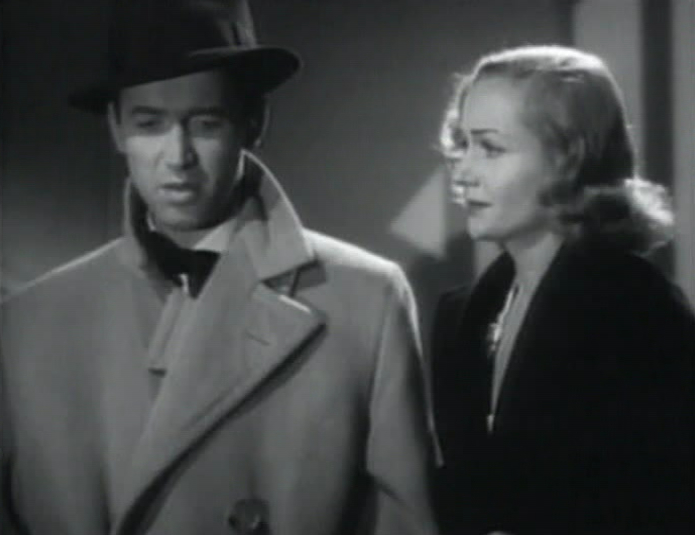
Carole Lombard e James Stewart em Made for Each Other (1939)

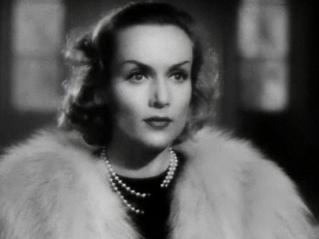
Carole Lombard em Fools for Scandal (1938)

- 1942 - To Be or Not to Be (1942) (br:Ser Ou Não Ser)
- 1941 - Mr. & Mrs. Smith (1941) (br:Casal do Barulho)
- 1940 - They Knew What They Wanted (br:Não Cobiçarás a Mulher Alheia)
- 1940 - Vigil in the Night (br:Noites de Vigília)
- 1939 - In Name Only (br:Esposa Só no Nome)
- 1939 - Made for Each Other (br:Nascidos Para Casar)
- 1938 - Fools for Scandal
- 1937 - True Confession (br:Confissão de uma Mulher)
- 1937 - Nothing Sacred (br:Nada é Sagrado)
- 1937 - Swing High, Swing Low (br:Tudo Começou no Trópico)
- 1936 - My Man Godfrey (br:Irene, a Teimosa)
- 1936 - The Princess Comes Across (br:A Princesa do Brooklyn)
- 1936 - Love Before Breakfast (br:A Ceia das Donzelas)
- 1935 - Hands Across the Table (br:Corações Unidos)
- 1935 - Rumba (filme) (br:Rumba)
- 1934 - The Gay Bride
- 1934 - Lady by Choice
- 1934 - Now and Forever (filme) (br:Agora e Sempre)
- 1934 - Twentieth Century (filme) (br:Suprema Conquista)
- 1934 - We're Not Dressing (br:Cupido ao Leme)
- 1934 - Bolero (1934) (br:Bolero)
- 1933 - White Woman
- 1933 - Brief Moment
- 1933 - The Eagle and the Hawk (br:Os Dragões da Noite)
- 1933 - Supernatural
- 1933 - From Hell to Heaven
- 1932 - No Man of Her Own (br:Casar por Azar)
- 1932 - No More Orchids (br:Renúncia de Amor)
- 1932 - Virtue
- 1932 - Sinners in the Sun (br:Tú és a Única)
- 1932 - No One Man
- 1931 - I Take This Woman
- 1931 - Up Pops the Devil
- 1931 - Ladies' Man
- 1931 - Man of the World
- 1931 - It Pays to Advertise
- 1930 - Fast and Loose
- 1930 - Safety in Numbers
- 1930 - The Arizona Kid (br:Arizona Kid)
- 1929 - Dynamite (filme)
- 1929 - The Racketeer (br:O Gângster)
- 1929 - Big News
- 1929 - High Voltage (filme de 1929)
- 1929 - Don't Get Jealous
- 1929 - Matchmaking Mamma
- 1928 - Ned McCobb's Daughter
- 1928 - The Campus Carmen
- 1928 - Hubby's Weekend Trip
- 1928 - Show Folks
- 1928 - Me, Gangster (br:O Despertar da Virtude)
- 1928 - Motorboat Mamas
- 1928 - The Campus Vamp
- 1928 - Power (filme)
- 1928 - Smith's Restaurant
- 1928 - His Unlucky Night
- 1928 - The Girl from Nowhere
- 1928 - The Divine Sinner
- 1928 - The Bicycle Flirt
- 1928 - The Swim Princess
- 1928 - The Best Man (1928)
- 1928 - Smith's Army Life
- 1928 - The Beach Club
- 1928 - Run, Girl, Run
- 1927 - The Girl from Everywhere
- 1927 - My Best Girl
- 1927 - Gold Digger of Weepah
- 1927 - Smith's Pony
- 1927 - The Fighting Eagle
- 1926 - The Johnstown Flood
- 1926 - The Road to Glory
- 1925 - Ben-Hur: A Tale of the Christ
- 1925 - The Plastic Age
- 1925 - Durand of the Bad Lands
- 1925 - Hearts and Spurs  (br:Corações e Esporas)
- 1925 - Gold and the Girl
- 1925 - Marriage in Transit
- 1925 - Dick Turpin
- 1924 - Gold Heels
- 1921 - A Perfect Crime